# Skjöld
 (février 2022).
Skjöld (en vieux norrois : Skjöldr, en vieil anglais : Scyld, et en latin : Skioldus), également connu sous le nom de Skjold ou encore de Skiold (né vers 237), est un roi scandinave du IIIe siècle, et l'ancêtre légendaire de la dynastie des Skjöldungs (en vieil anglais : Scyldings).
Il est mentionné dans plusieurs sagas scandinaves (l'Edda de Snorri, la Saga des Ynglingar, la Chronicon Lethrense, l'œuvre de Svendl Aagesen, la partie paraphrasée de la Saga des Skjöldungar d'Arngrímur Jónsson, ou encore la Geste des Danois de Saxo Grammaticus,) ainsi que dans le poème anglo-saxon Beowulf.
Roi de Seeland mais régnant depuis sa capitale de Gammel Lejre, dans l'actuel Danemark, Skjöld est selon la légende l'ancêtre des familles royales danoises. Le roi Hroðgar, fils de Halfdan Skjöldung, est un de ses descendants.

## Biographie

### Mythe et légende
La légende raconte des temps anarchiques, des difficultés et de la misère parmi les Danes lorsqu'un jour, ils repèrent un navire sans rames ni équipage ni timonier se dirigeant vers la côte. Au débarquement de ce dernier, les Danes trouvent un petit garçon allongé seul sur le pont avec un épi de maïs comme oreiller et des armes autour de lui. Le petit enfant est alors conduit au palais puis placé sur la pierre sacrée et proclamé roi.
Devenu un prince puissant à l'âge adulte, il est honoré à la fois au Danemark et dans les pays voisins. À la mort de Skjöld, ses hommes le portèrent sur le rivage, comme il en avait exprimé le souhait, et le couchèrent dans son navire, empilèrent des armes et de l'or autour de lui. Personne n'entendu plus parler du navire depuis.
Des récits ultérieurs affirment que c'est le père de Skjöld, Skeaf, qui fut envoyé par les dieux. Guillaume de Malmesbury ne mentionne aucune arme dans le navire, mais prétend que le petit garçon dormait sur un grain (skeaf).

### Geste des Danois
L'histoire de l'enfant dans le bateau n'est pas racontée par Saxo Grammaticus dans sa Geste des Danois, mais ce dernier narre la rencontre entre Skjöld et un ours puissant dans les bois. Skjöld réussi à le garder attaché avec sa ceinture jusqu'à ce que les chasseurs arrivent pour le tuer. Selon Saxo, Skjöld avait déjà des pouvoirs à l'âge de 15 ans et a tué des géants tels que Skate, qui courtisait la belle Alfhild (ou Alvhild), qui deviendra plus tard l'épouse de Skjöld.
Personne ne pouvait rivaliser avec Skjöld en générosité.

### Edda de Snorri
Selon cet edda, Odin place Skjöld pour régner sur Reidgotaland (le pays des Goths).
Il est mentionné comme le père de Fridleif.

### Sagas des Skjöldungar et des Ynglingar
Dans ces deux sagas, il est dit que le dieu Odin arrive de Scythie pour conquérir le nord de l'Europe. Il donne alors la Suède à son fils Yngvi et le Danemark à Skjöld. C'est donc depuis cette période que les rois de Suède furent appelés Ynglingar et les rois de Danemark les Skjöldungs.
Selon Snorri Sturluson, Skjöld était marié à Gefjon. Ils s'installent alors à Gammel Lejre.

### Beowulf
Chez les anglo-saxons d'Angleterre, il est connu sous le nom de « Scyld », et apparaît notamment dans le poème anglo-saxon Beowulf avec le surnom Scefing, qui peut vouloir dire « descendant de Sceafa », « fils de Sceafa » ou « à la gerbe [sheave] ».
Il est mentionnécomme un orphelin qui s'est affirmé comme un guerrier ayant vaincu les ennemis des Danois, un bon législateur et un gentilhomme généreux.
Seule l'histoire de Beowulf raconte la mort de Scyld, quand, à sa propre demande, il fut transporté jusqu'à son navire et envoyé seul en mer,.
Le règne et les funérailles de Scyld sont l'objet des cinquante premiers vers de Beowulf.

## Personnage de légende
Skjöld est généralement présenté comme un fils d'Odin et comme le premier roi danois installé durant le IIIe siècle à Lejre sur l'île de Seeland. Ce récit prend racine dans les sagas et mythes racontés des siècles après l'époque à laquelle il aurait vécu. Son historicité est remise en question et relève plutôt de la légende.

## Famille

### Mariage et enfants
De son union avec Alfhild, une princesse saxonne, il eut :
- Fridleif (surnommé Gram).

Il se marie également avec Gefjon selon d'autres sources.

## Galerie

Skjöld est couronné roi (par Louis Moe), lithographie d'Alfred Jacobsen.
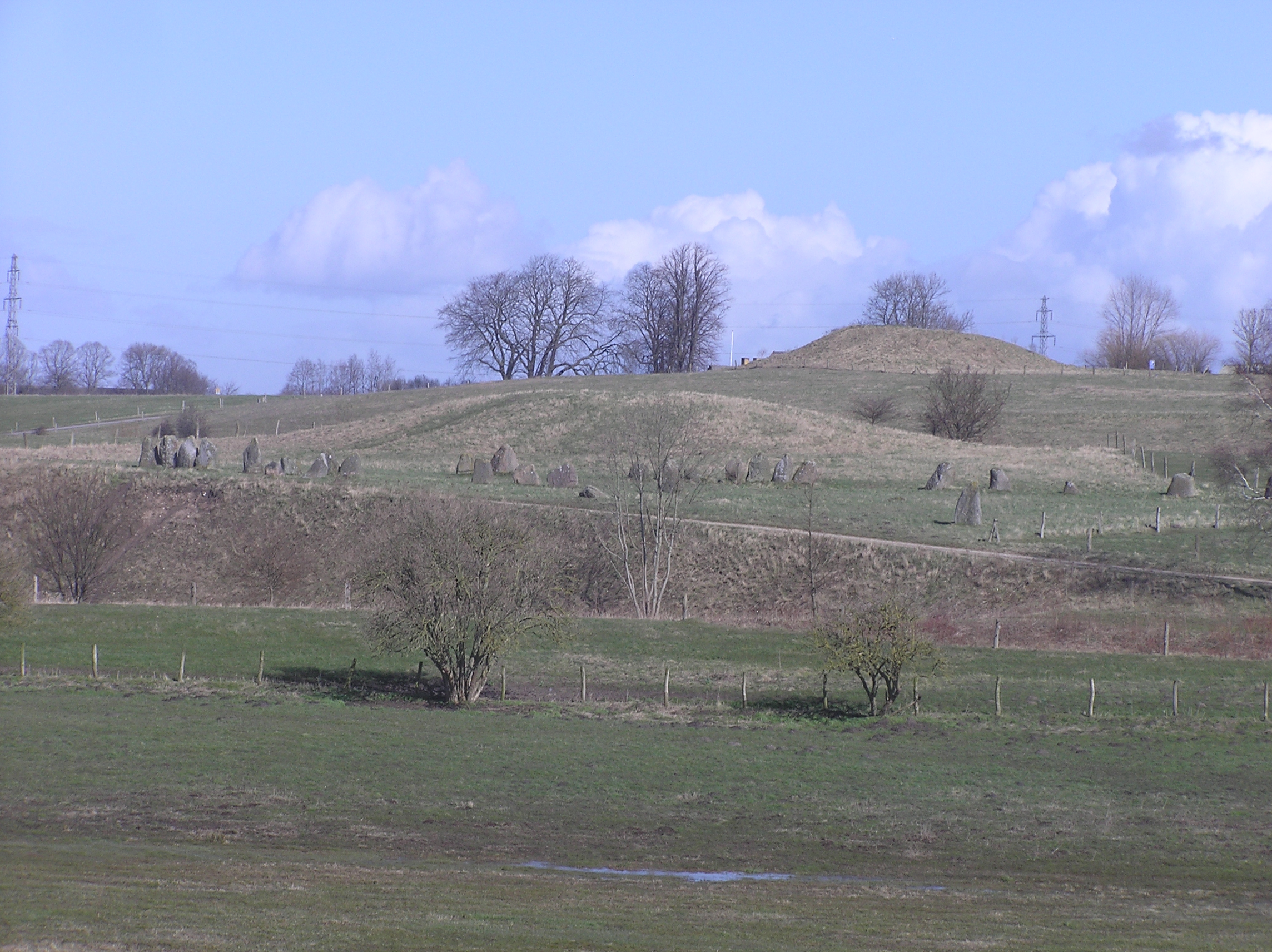
Bateau de pierre et tumulus à Gammel Lejre, capitale et lieu de règne de Skjöld.